# Lorenzo Cibo de Mari
Lorenzo Cibo de Mari (även stavat Cybo), född 1450 i Genua, död 21 december 1503 i Rom, var en italiensk kardinal och ärkebiskop. 

## Biografi
Lorenzo Cibo var son till markisen Maurizio Cibo och en spanjorska. 
Cibo utnämndes till ärkebiskop av Benevento år 1485. År 1489 utsåg påve Innocentius VIII Cibo till kardinalpräst med Santa Susanna som titelkyrka. 
Kardinal Cibo har fått sitt sista vilorum i Cappella Cybo i Santa Maria del Popolo i Rom. Hans gravmonument är utfört av Francesco Cavallini.

## Bilder
| - Kardinal Lorenzo Cibos gravmonument av Francesco Cavallini i Santa Maria del Popolo i Rom. |